# Saint-Evroult-Notre-Dame-du-Bois
 Saint-Evroult-Notre-Dame-du-Bois  es una población y comuna francesa, situada en la región de Baja Normandía, departamento de Orne, en el distrito de Argentan y cantón de La Ferté-Frênel.

## Demografía
| 527 | 455 | 387 | 431 | 383 | 430 |
| Para los censos de 1962 a 1999 la población legal corresponde a la población sin duplicidades (Fuente: INSEE [Consultar]) |     |     |     |     |     |